# Ý thức
Ý thức là trạng thái hay đặc tính của sự nhận thức, hoặc của việc nhận thức vật thể bên ngoài hay điều gì đó bên trong nội tại. Theo William James, "Ý thức sẽ tự động xóa bỏ tất cả các quy trình, một khi các quy trình này không còn cần thiết nữa".

## Triết học và tôn giáo

### Phật giáo
Ý thức là thức thứ 6 trong hệ thống tám thức trong Phật giáo Bắc truyền. Ý thức đứng hoạt động ở giữa, một mặt liên hệ trực tiếp với Mạt-na thức, lấy Mạt-na làm chỗ dựa, một mặt tiếp xúc với thế giới thực tại thông qua năm thức giác quan của mắt, tai, mũi, lưỡi, và thân. Trong tám thức, thì ý thức được xem là năng động nhất trong mọi lĩnh vực tâm lý, tư duy, ý chí ....
Chức năng chính của ý thức là tạo tác, tạo ra các loại nghiệp. Tính chất của ý thức có nhiều loại khác nhau, có khi thiện, có khi bất thiện, và có khi không thiện cũng không ác (vô ký). Mặc dù năng động bậc nhất, nhưng dòng tương tục của ý thức không thường hằng; nó ngừng hoạt động trong năm trường hợp sau đây: trú trong cõi Vô tưởng thiên, Vô tưởng định, Diệt tân định (hai định vô tâm), ngủ mê không có chiêm bao và chết giả (xỉu, bất tỉnh).